# جاسم محمد الاستاد
جاسم محمد الاستاد سياسي كويتي، وزير الكهرباء والماء والطاقة المتجددة السابق السابق خلال الفترة 18 يونيو 2023 حتى 17 يناير 2024. 

## عن حياته
شغل سابقا عضو هيئة التدريس في كلية التربية الأساسية بالهيئة العامة للتعليم التطبيقي والتدريب ، كما شغل منصب نائب المدير العام للخدمات الأكاديمية المساندة ، ونائب المدير العام للتخطيط والتنمية بالإنابة وعضوية مجلس إدارة الجهاز الوطني للاعتماد الاكاديمي وضمان جودة التعليم ، ومدير إدارة الحاسب الآلي في التطبيقي. 
وفي 18 يونيو 2023 صدر مرسوماً بتشكيل الحكومة حيث عُين وزير الكهرباء والماء والطاقة المتجددة وشغل المنصب حتى 17 يناير 2024. 